# Doom: Аннигиляция
«Doom: Аннигиляция» (англ. Doom: Annihilation) — американский научно-фантастический фильм, снятый режиссёром Тони Джильо. Это вторая экранизация компьютерной игры Doom. Премьера состоялась 1 октября 2019 года, фильм вышел сразу на DVD.

## Сюжет
События фильма разворачиваются на Фобосе, одном из двух спутников Марса. В центре сюжета — группа космических пехотинцев, принявших с планеты сигнал бедствия, после неудачного эксперимента учёных, связанного с телепортацией.

## В ролях
| Актёр              | Роль                                           |
| ------------------ | ---------------------------------------------- |
| Эми Мэнсон         | лейтенант Джоан Дарк                           |
| Люк Аллен-Гейл     | доктор Беннетт Стоун                           |
| Доминик Мафэм      | доктор Малкольм Бетругер                       |
| Нина Бергман       | рядовая Карли Корбин (морпех UAC)              |
| Джеймс Уэбер Браун | капитан Гектор Сэвейдж (командир морпехов UAC) |
| Луис Мэндилор      | капеллан Гловер                                |
| Хари Диллон        | доктор Ахмед Кан                               |
| Клэйтон Адамс      | рядовой Стивен Уинслоу (морпех UAC)            |
| Амер Чадха-Патель  | рядовой Рэнс (морпех UAC)                      |
| Гэвин Брокер       | сержант Гарольд «Гарри» Фризен (морпех UAC)    |
| Джемма Мур         | рядовая Ли Чен (морпех UAC)                    |
| Чиди Аджуфо        | капрал Логан Акуа (морпех UAC)                 |
| Арки Рис           | капрал Фадель Тарек (морпех UAC)               |
| Катрина Нэйр       | доктор Вероника Сир                            |
| Лорина Камбурова   | доктор Сэнди Петерсон                          |
| Кэссиди Литтл      | пилот транспортного судна Морган               |
| Джина Филипс       | Дэйзи (озвучка)                                |
| Кейт Николс        | Оливия Дарк (мать Джоан)                       |
| Аглея Гумнерова    | Джоан (в возрасте 11 лет)                      |
| Нейтан Купер       | доктор Иезекииль Барнс                         |
| Васил Йорданов     | демон                                          |
| Боян Анев          | демон                                          |

## Производство
В апреле 2018 года студия Universal заявила о планах снять фильм по мотивам компьютерной игры Doom, который должен был выйти сразу на DVD. В это же время певица и актриса Нина Бергман подтвердила своё участие в съёмках фотографией в своём Instagram. Компания Autonomous FX была привлечена к производству фильма для создания компьютерных эффектов, грима и дизайна демонов. Главную роль в проекте получила шотландская актриса Эми Мэнсон.
Основные съёмки проходили в июне в Болгарии. В начале 2019 года часть фильма была переснята с целью улучшения качества и добавления большего количества визуальных эффектов. Режиссёр сообщил, что в его фильме, как и в «Doom» 2005 года, будут сцены от первого лица. Тем не менее несмотря на обещания в финальной версии фильма данная сцена так и не была реализована.
В мае 2018 актёр Доминик Мафэм подтвердил в своём Twitter, что сыграет роль доктора Бетругера, персонажа Doom 3.
В марте 2019 стало известно официальное название фильма, а также назначена дата премьеры на осень. 11 марта вышел 30-секундный тизер-трейлер. Фанаты негативно отзывались о трейлере, а компания-разработчик игры Id Software заявила, что непричастна к производству фильма.
В июне стало известно, что фильму присвоен рейтинг R.

## Критика
Алекс Кейн из издательства Forbes в целом сносно отнёсся к фильму, написав, что он лучше своего предшественника и что фанаты игр от Id Software найдут в нём много интересного. Кейн охарактеризовал его как «трэшово-весёлый» (англ. trashy fun). Он также отметил внешнее сходство капитана морпехов (в исполнении Джеймса Уэбера Брауна) с Думгаем.
Том Йоргенсен из IGN оценил фильм на 3 балла из 10 и раскритиковал непроработанных персонажей, неоригинальность сюжета, юмор, визуальные эффекты и операторскую работу.